# Орден Државе Палестине
Орден Државе Палестине је највише цивилно одликовање Државе Палестине. Установљено је 2015. године декретом палестинског предсједника Махмуд Абаса. Прије установљења овог оредена, највише одликовање био је Орден звијезде Палестине.

## Степеновање и додјела
Орден Државе Палестине је подијељена у пет степени, подјељених у два нивоа, према сљедећем редоследу: 
- 1. Виши степен : А). Велика огрлица. Б. Звијезда Палестине на великој ленти. Додељује се краљевима, предсејдницима, предсједницима влада и лицима сличног ранга.[2][3][4]
- 2. Три степена и то: А. Звијезда за заслуге: Додјељује се палестинским министрима и министрима спољних послова, амбасадорима, изасланицима, гувернерима, члановима парламената и представницима политичких странака.[5][6][7]  Б. Звијезда слободе: Додељује се палестинским и страним активистима који раде у циљу мира, као и члановима парламената и представницима странака који подржавају слободу и независност Државе Палестине.[8] Ц. Палестински витез: Додјељује се истакнутим и креативним појединцима у различитим областима. То укључује државне службенике, приватни сектор и активисте цивилног друштва, као и арапске и стране појединце истог ранга.[9]

| Велика огрлица | Звијезда Палестине на великој ленти | Звијезда за заслуге | Звијезда слободе | Палестински витез |
| -------------- | ----------------------------------- | ------------------- | ---------------- | ----------------- |
|                |                                     |                     |                  |                   |
|                |                                     |                     |                  |                   |

## Значајни добитници
- краљ Салман од Саудијске Арабије
- краљ Хамад ибн Иса ел Халифа од Бахреина[10]
- краљ Симеон II од Бугарске[11]
- Шеик Наваф ал Ахмад ал Џабер ал Сабах из Кувајта, предсједник Народне скупштине Марзук Ал-Ганим и премијер Џабер Ал-Мубарак Ал-Хамад Ал-Сабах [12]
- Предсједник Русије Владимир Путин [13]
- Предсједник Русије Дмитриј Медведев [14]
- Француски предсједник Франсоа Оланд[15]
- Предсједник Италије Ђорђо Наполитано[16]
- Предсједник Беџи Каид Есебси, Тунис[17]
- Предсједник Чилеа Себастијан Пињера[18]
- Кинески предсједник Си Ђинпинг[19]
- Предсједник УАЕ Халифа ибн Зајед ел Нахјан[20]
- индијски премијер Нарендра Моди[21]
- Шпански премијер Хосе Луис Родригез Запатеро[22]
- Принц Валид ибн Талал, Саудијска Арабија[23]
- Предсједник Каис Саиед, Тунис[24]
- Предсједник Абделмаџид Тебун, Алжир[25]